# Baran (województwo wielkopolskie)
Baran – osada w Polsce, położona w województwie wielkopolskim, w powiecie krotoszyńskim, w gminie Krotoszyn.
W okresie Wielkiego Księstwa Poznańskiego (1815-1848) miejscowość wzmiankowana jako pustkowie Baran należała do wsi mniejszych w ówczesnym pruskim powiecie Krotoszyn w rejencji poznańskiej. Pustkowie Baran należało do okręgu kobylińskiego tego powiatu i stanowiło część majątku Dzierżanów, którego właścicielem był wówczas Stanisław Karczewski. Według spisu urzędowego z 1837 roku wieś liczyła 10 mieszkańców, którzy zamieszkiwali jeden dym (domostwo).